# Nils Westermark
Nils Johan Hugo Westermark (* 9. September 1892 in Stockholm; † 24. Januar 1980 ebenda) war ein schwedischer Segler und Radiologe.

## Erfolge
Nils Westermark, der Mitglied im Kungliga Svenska Segelsällskapet war, gewann bei den Olympischen Spielen 1912 in Stockholm als Crewmitglied in der 8-Meter-Klasse die Silbermedaille. Bei der in Nynäshamn stattfindenden Regatta gelang dem finnischen Boot Lucky Girl ebenso wie der schwedischen Sans Atout, als deren Skipper Bengt Heyman fungierte, in insgesamt zwei Wettfahrten jeweils ein zweiter Platz, sodass es zum Stechen zwischen diesen beiden Booten kam. In diesem setzte sich die Sans Atout durch, zu deren Crew außerdem Alvar Thiel, Emil Henriques und sein Bruder Herbert Westermark gehörten.
Westermark war Radiologie und arbeitete zunächst als Assistenzarzt am Radiumhemmet in Solna, ehe er nach einer Zwischenstation schließlich Chefarzt der Radiologie im Sankt Görans sjukhus in Stockholm wurde. Anschließend wurde er Professor für Radiologie am Karolinska-Institut.